# Jiráskovo náměstí (Ostrava)

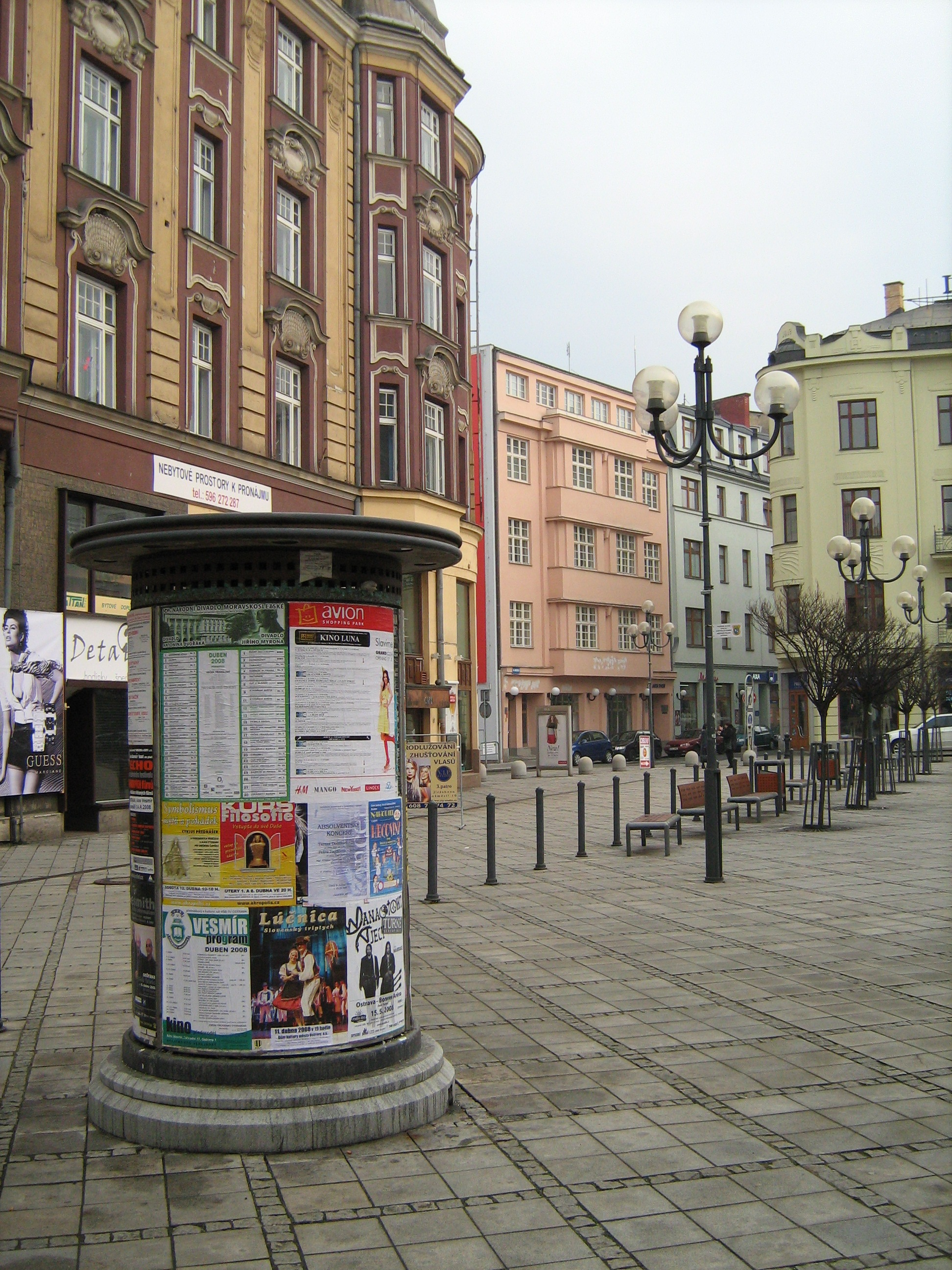
Jiráskovo náměstí

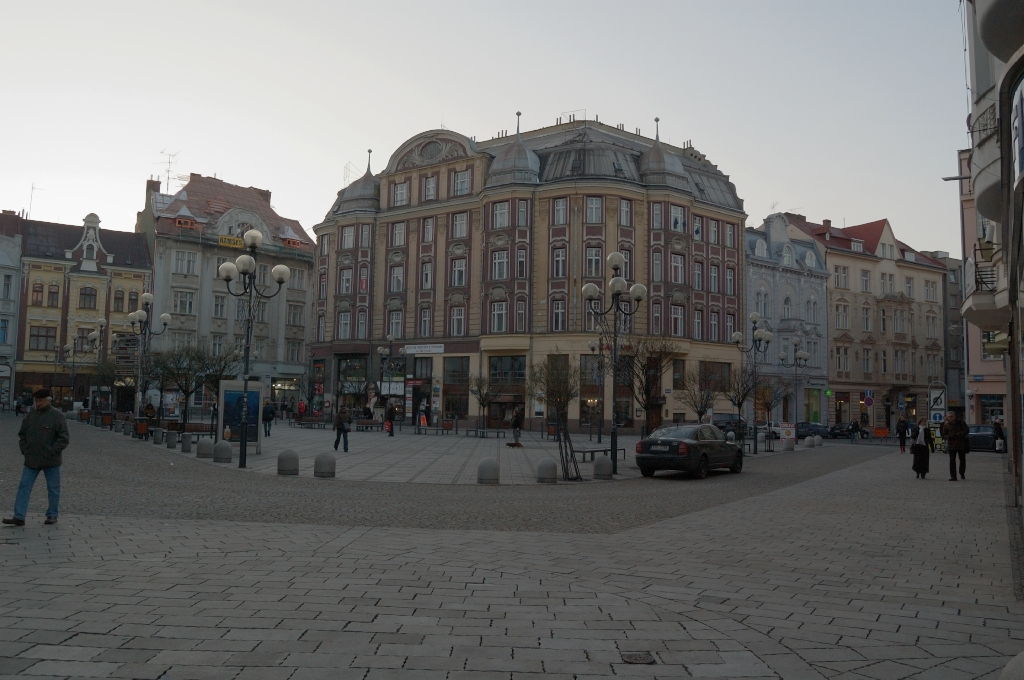
Jiráskovo náměstí

Jiráskovo náměstí, lidově Kuří rynek, je menší ostravské náměstí nacházející se poblíž centrálního Masarykova náměstí. Jedná se o prostor ve tvaru čtyřúhelníku ohraničený převážně historickými budovami, z nichž pět je zapsáno jako kulturní památky.

## Historie

### Období do roku 1735
Původní zástavbu tvořily pouze zadní trakty budov stojících na centrálním náměstí. Plocha dnešního Jiráskova náměstí ležela uvnitř městských hradeb. V místě, kde do něj ústí dnešní Přívozská ulice, stála mýtná brána. Prvním stavením se v 15. století stal biskupský pivovar umístěný v jeho současném středu, který zde stál až do 17. století.

### Období do roku 1898
Na počátku 18. století stály na parcelách zrušeného pivovaru čtyři domy. Výstavba zde pokračovala a dle rekonstrukce provedené Miloslavem Kročkem se zde nacházelo 15 dřevěných přízemních domů. Na přelomu 18. a 19. století se začala stavět zděná obydlí. Zdejší prostor hrál rovněž významnou roli v zásobování obyvatelstva vodou, neboť se zde nacházela veřejná kašna napájená potrubím ze studny u Ostravice.
Vznik samotného náměstí datujeme do 90. let 19. století, kdy představitelé města uvažovali o celkové přestavbě centra města. Vytvoření urbanistického návrhu zadali známému vídeňskému architektovi Camillo Sittemu. Ten původně navrhl, aby zde byla vybudována tržnice, tento návrh však nebyl realizován. Vznik náměstí definitivně stvrdilo zasedání moravskoostravského obecního výboru dne 11. února 1898. Výbor zakázal jakkoliv zacházet se starými domy určenými k demolici, schválil výkup uvedených domů a rozhodl, že se náměstí bude jmenovat po císaři Františku Josefu I. Ten v tomto roce oslavoval 50 let své vlády a tak nebylo divu, že se množství nových staveb jmenovalo právě po něm. Kaiser Franz Josef Platz bylo ovšem relativně málo významné prostranství, proto se obecní výbor o tomto návrhu příliš nezmiňoval a kupř. noviny Ostrauer Zeitung, jindy přinášející podrobné reference z jednání, tentokrát mlčely.

### Období do roku 1942
Zásadní proměna náměstí nastala v letech 1900–1913. Významní majitelé realit zde zadávali stavby známým ostravským architektům. Tři domy např. projektoval Felix Neumann, první židovský architekt v Ostravě a nejvýznamnější tvůrce historizující a dekorativně secesní architektury. Kromě toho se nově dláždila celá plocha a přidávaly plynové lampy. Kolem roku 1910 získalo náměstí podobu, v jaké je zhruba známé dnes. Kromě běžných obyvatel zde bydlely významné ostravské osobnosti, jako lékař Leopold Lang, architekt František Tichý, stavitel Leopold Popp či fotograf Leo Hoffmann.
Ačkoliv Moravskou Ostravu v roce 1906 navštívil císař František Josef I., „své“ náměstí nenavštívil. Organizátoři návštěvy panovníka dobře věděli, co činí. Jak tehdy poznamenal redaktor Ostravského kraje, „jest to jeden z nejhorších koutů města, kde po celý den slyšeti harmoniku a řev opilých chacharů.“ Úroveň zdejších lokálů byla nevalná a samo Společenstvo hostinských a výčepníků v roce 1907 upozornilo policejní komisařství na přítomnost „žen vzbuzujících u slušných mužů odpor“.
První světovou válku přečkalo náměstí bez zvláštních proměn. Dne 24. března 1919 rozhodla správní komise města, že se náměstí bude jmenovat Náměstí Aloise Jiráska. Po vzniku Československa je také doloženo pravidelné konání trhů. Název Kuří rynek je pak např. k vidění na reklamě z roku 1926, která lákala zákaznice na výprodej textilního zboží.

Listinou datovanou 15. července 1934 je doloženo, že na Náměstí Aloise Jiráska čís. 6 měla své sídlo: 
"Továrna jemných likérových specialit a dovoz jamaiského rumu a francouzského koňaku Adolfa Bellaka synové."

### Období do roku 1945
Druhá světová válka znamenala pro náměstí větší změny než ta první. Došlo zejména k přejmenování na Brunoplatz (Brunovo náměstí), což odkazovalo na biskupa Bruna ze Schauenburku, pravděpodobného zakladatele Moravské Ostravy. Na náměstí byl v roce 1942 zastřelen gestapem Josef Divoš, ilegální člen KSČ. Tuto událost připomíná pamětní deska na domě čp. 159. Ačkoliv se okolním domům nevyhnulo spojenecké bombardování, žádný nebyl poškozen tak, aby musel být stržen.

### Období do roku 1989
Po osvobození Ostravy přešly domy nejprve do národní správy a poté do přímého vlastnictví státu. V roce 1945 se vrátil mírně pozměněný původní název – Jiráskovo náměstí. V 50. a 60. letech 20. století se zde stále konaly trhy. Nejčastěji se prodávalo ovoce a zelenina, bylo však možné zakoupit i drobná domácí zvířata.
Ačkoliv se prováděla občasná údržba, náměstí i domy chátraly. Proto bylo v roce 1979 dokončena studie o rekonstrukci a v roce 1980 došlo k samotným úpravám. Plocha byla nově vydlážděna a domy získaly barevné fasády. Byly rozmístěny dekorativní nádoby s rostlinami. V přízemí budov našly místo nejrůznější prodejny. Náměstí s vyloučením dopravy získalo odpočinkový charakter podtrhnutý nově postavenou kašnou v jeho středu.

### Období do roku 2018
Po sametové revoluci začaly být napravovány vlastnické křivdy a domy se vracely do rukou původních majitelů či jejich dědiců. Došlo k nejrůznějším adaptacím a stavebním úpravám. Rozšířena byla nabídka obchodů. Dne 21. listopadu 2000 byla plocha náměstí znovu vydlážděna. Instalovány byly nové lampy a lavičky. Tyto úpravy se však setkaly s kritikou pracovníků památkového ústavu. Od dne 23. prosince 2017 je na náměstí umístěná socha Leoše Janáčka, kterou zhotovil sochař a výtvarník David Moješčík (* 1974).

## Současnost
Náměstí slouží v současnosti jako odpočinková a nákupní zóna pro obyvatele města. Místní podnikatelé si však stěžují na zdejší Romy, kteří jim odrazují zákazníky. Komorní atmosféru náměstí často využívají umělecké a národopisné spolky pro svá představení. V prosinci zde obvykle bývá montované kluziště.